# Geraldine Harris
Œuvres principales
Seven Citadels
Geraldine Harris, ou Geraldine Harris Pinch né en 1951, est une écrivaine et égyptologue britannique. Elle fait partie de l'institut des études orientales de l'université d'Oxford.